# Kobylarzowy Zachód

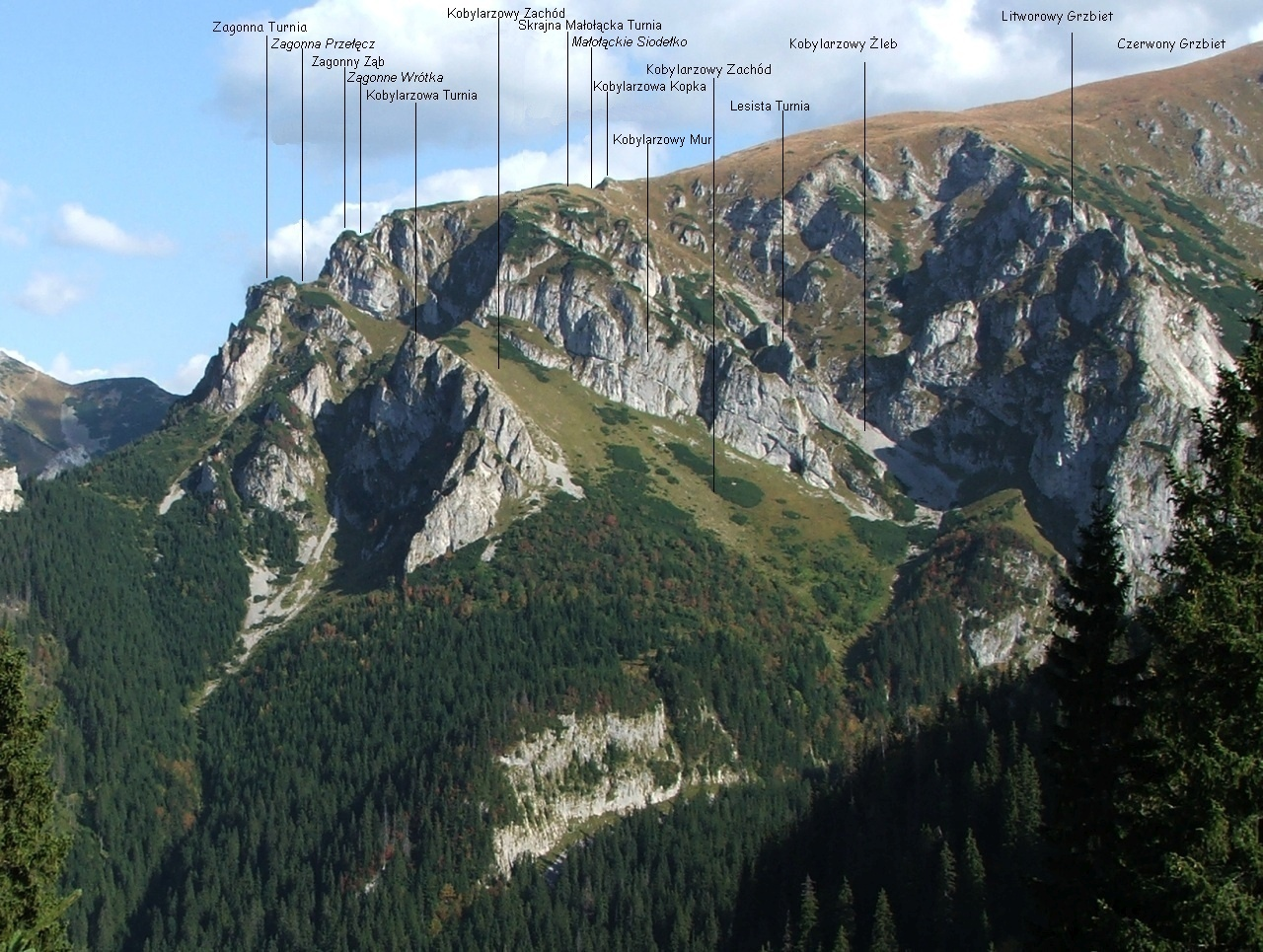
Widok spod Pieca.

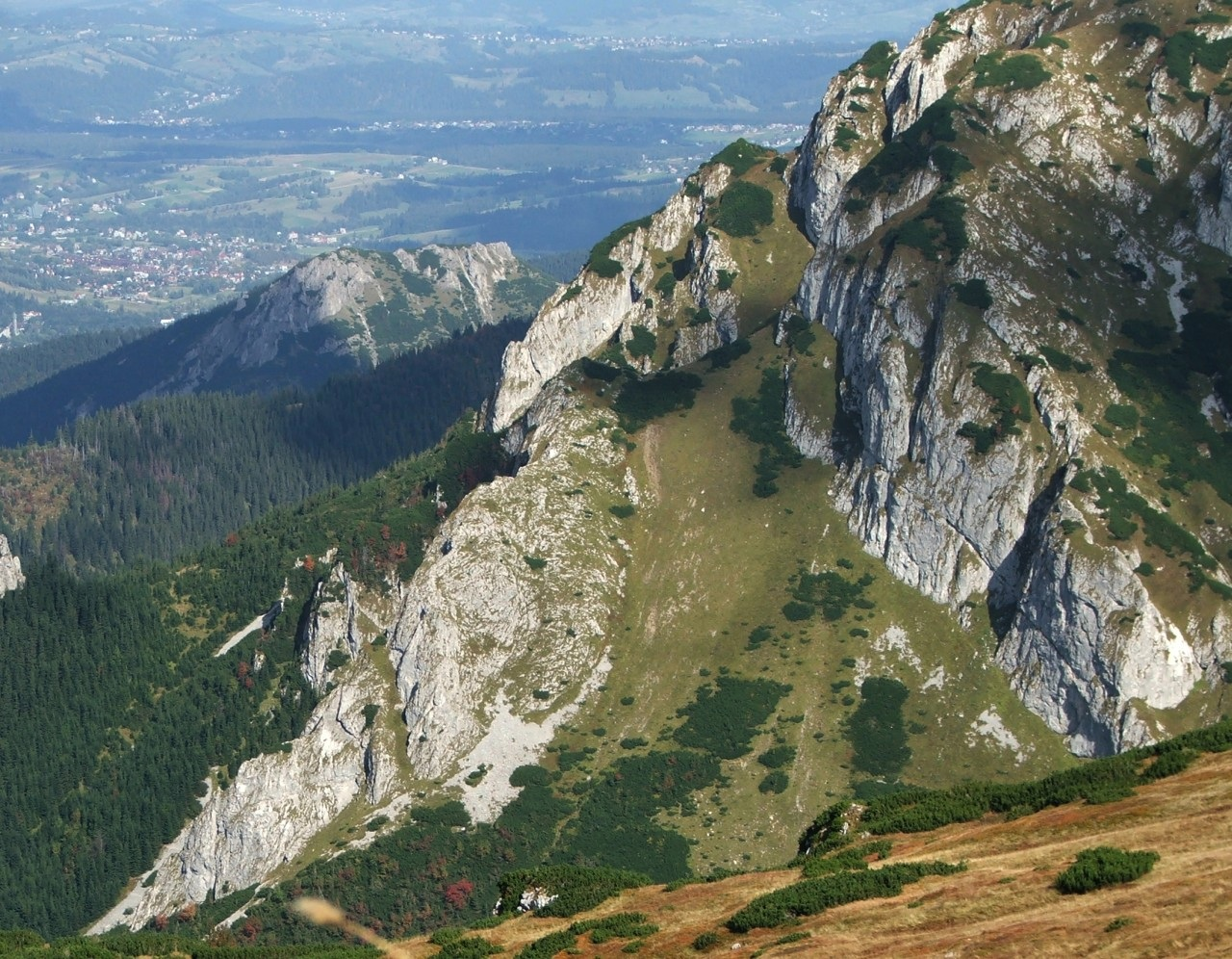
Od lewej: Siwarowa Przełęcz, Zagonna Turnia, Kobylarzowy Zachód i Kobylarzowa Turnia. W głębi Sarnia Skała.

Kobylarzowy Zachód – szeroki zachód w zakończeniu północno-zachodniej grani Małołączniaka w Tatrach Zachodnich. Opada skośnie spod Zagonnej Przełęczy (około 1700 m n.p.m.) w kierunku południowo-zachodnim do górnej części zboczy Doliny Miętusiej.
Kobylarzowy Zachód jest trawiasty, mało stromy i łatwo można nim wyjść na Zagonną Przełęcz. Po jego orograficznie lewej stronie wznosi się pionowy skalny mur o wysokości dochodzącej do 60 m, oddzielający go od Szarego Żlebu. Jest to Kobylarzowy Mur. W najniższej części tego muru znajduje się duża skalna nyża, a w górnej części, kilkadziesiąt metrów poniżej Zagonnej Przełęczy, jest charakterystyczna turniczka zwana Kobylarzową Igłą. Ponad nią jest w murze jedyne miejsce, którym można względnie łatwo pokonać mur i wspiąć się na jego grań. Prawe obramowanie tworzy Zagonna Turnia i Kobylarzowa Turnia. Od strony Kobylarzowego Zachodu są one niskie, jednak do Wodniściaka opadają stromymi i wysokimi ścianami. Przecinają je dwa strome żleby opadające z Kobylarzowego Zachodu do Wodniściaka.
Kobylarzowy Zachód dawniej był wypasany, wchodził w skład Hali Miętusiej. Wówczas był całkowicie trawiasty. Po zniesieniu wypasu dolna jego część, którą prowadzi niebieski szlak turystyczny przez Kobylarzowy Żleb, zarasta już kosodrzewiną i lasem. Płaty kosodrzewiny pojawiają się również w górnej jego części. Z rzadkich roślin na Kobylarzowym Zachodzie rośnie ostrołódka polna – gatunek w Polsce występujący tylko w Tatrach i to na niewielu tylko stanowiskach.

## Szlaki turystyczne
– niebieski szlak z wylotu Doliny Małej Łąki przez Przysłop Miętusi, Kobylarzowy Żleb i Czerwony Grzbiet na szczyt Małołączniaka. Czas przejścia: ↑4 h, ↓ 3 h